# Matilde Giménez
Matilde Giménez Blas ou Matilde Jiménez Blas ou Matide Jiménez, dite Matilde La Galleguita, née le 21 janvier 1948 à Carballo en Galice, est une chanteuse de flamenco espagnole d'origine galicienne, appelée paya (non gitane) par les gitans d'Espagne.

## Biographie
Les parents de Matilde Giménez quittent la Castille après la guerre civile espagnole et viennent s'installer à Carballo, ville de la province de La Corogne en Galice dans laquelle elle naît le 21 janvier 1948. Alors qu'elle n'a que 8 mois, ses parents s'installent à la Corogne.
À l'âge de 12 ans, elle chante pour la première fois devant un public dans une église. Le curé l'encourage à se présenter à des concours de chant et à chanter pendant un festival que a lieu au théâtre Rosalía de Castro de la Corogne, où elle connaît un triomphe immédiat.
Sa carrière musicale débute à quatorze ans avec un concours de jeunes talents de la Radio Nacional de España de La Corogne appelé « Défilé des étoiles », où elle remporte le deuxième prix en interprétant une chanson de flamenco, un style musical rare en Galice. Il était surprenant qu'une Corugnaise interprète aussi bien le flamenco. Dans une interview, elle commente : « J'aime chanter ma terre [de Galice], mais depuis mon enfance, je ressentais l'appel du flamenco. C'est une forme d'expression, un soulagement de l'âme. »
En 1962, l'année de ses 14 ans, sa famille déménage au Poble Sec de Barcelone. La même année, elle devient « Matilde La Galleguita », fait ses débuts au théâtre Victoria de Barcelone et enregistre son premier album.
Elle chante avec les plus grands de la chanson espagnole, comme Juanito Valderrama, Antonio Molina et Antonia La Singla. Elle est accompagnée à la guitare par José María Parra Parrita, qui l'a comparée avec des artistes comme Miguel Poveda, Manuel Avila et La Niña de La Puebla. Elle passe également trois ans en compagnie de Pepe Marchena.
Elle popularise la chanson ¡Ai, mi perro! et enregistre de nombreux albums avec des labels de renom, comme Belter. Un de ses albums est intitulé Galicia flamenca. 
Matilde La Galleguita triomphe en Espagne dans les années 1960 et 1970, et est une véritable héroïne en Catalogne. Elle joue également dans plusieurs pays européens, dont la France, la Suisse et l'Allemagne, en chantant notamment pour les immigrants de Galice et d'Andalousie.
Dans une interview publiée dans le journal galicien La Voz de Galicia dans les années 1980, La Galleguita commente au cours de ses vacances à La Corogne : « Le Flamenco ne peut être défini, parce que chacun l'interprète comme il se sent. Un fandango bien chanté, par exemple, est un grand cante. Il exprime les sentiments du peuple et produit des émotions. Pour moi, Negra sombra est un grand cante et pas de la camelote chantée en galicien comme ce qu'on entend à la radio. »